# 우나 스텁스
우나 스텁스(Una Stubbs, 1937년 5월 1일~2021년 8월 12일)는 잉글랜드의 배우이다. 수개월간 건강 악화로 투병 후, 2021년 8월 12일 에든버러의 자택에서 별세했다.

## 출연 작품

### 드라마
- 셜록
- 엔젤